# Phlaeobella tristis
Phlaeobella tristis är en insektsart som beskrevs av Willy Adolf Theodor Ramme 1941. Phlaeobella tristis ingår i släktet Phlaeobella och familjen gräshoppor. Inga underarter finns listade i Catalogue of Life.